# 404-es hiba

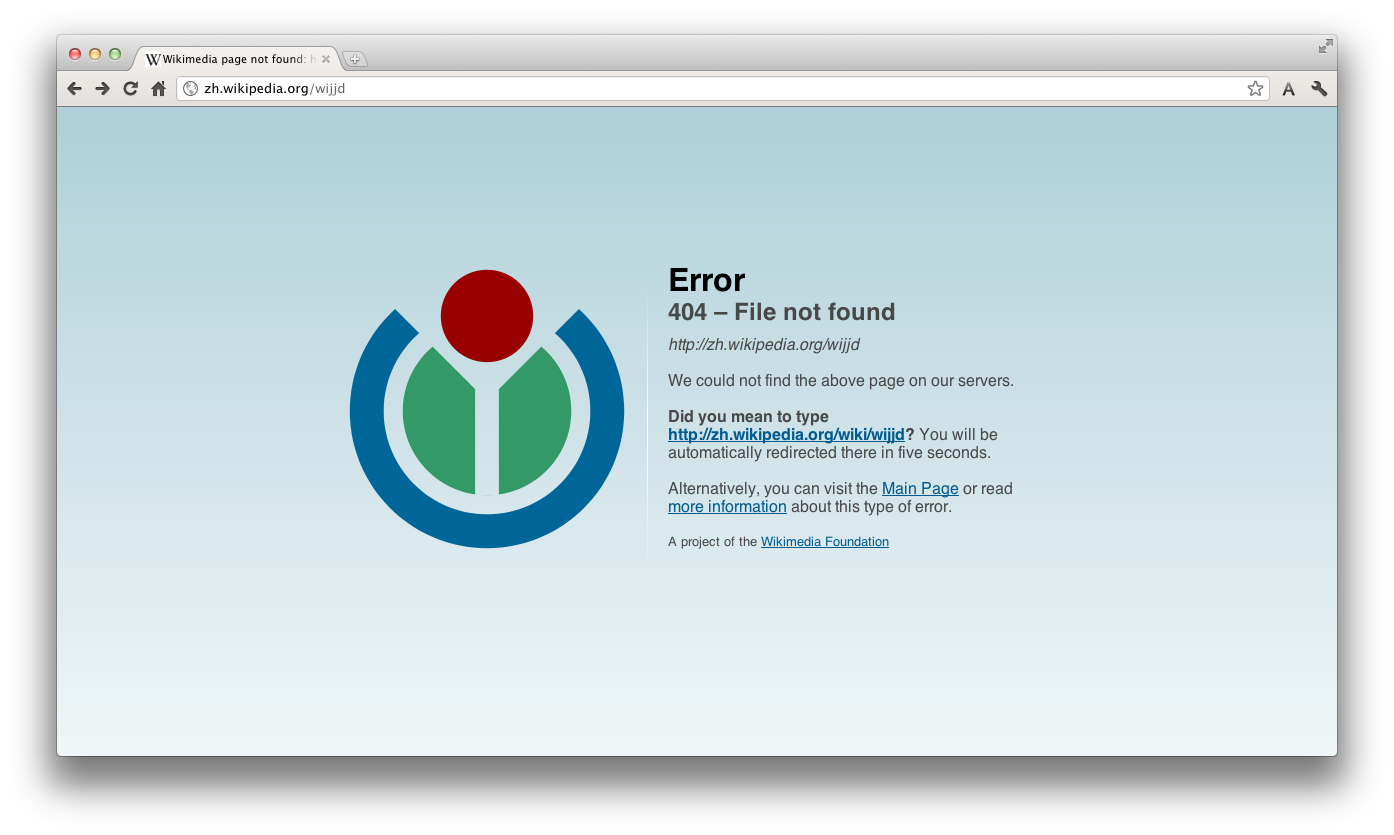
Képernyőkép a Wikipédia oldalon bekövetkezett 404-es hibáról

A 404-es hiba vagy Nem található hibaüzenet egy HTTP válaszkód, ami azt jelzi, hogy a kliens kapcsolatba tudott lépni a szerverrel, de a böngésző által kért állomány nem található. A 404-es hibakód nem keverendő össze a „Nem található” hibával, ahol maga a kapcsolat sem jön létre. Egy másik hasonló kód a „410: Eltűnt” hibakód, ami azt jelenti, hogy a kért weboldal véglegesen megszűnt. A 404-es hiba nem zárja ki annak lehetőségét, hogy a kért tartalom, ha az valaha elérhető volt, a jövőben talán ismét elérhetővé válik.

## Áttekintés
Amikor HTTP-n keresztül kommunikálunk, a szervernek kötelessége, hogy reagáljon a kérésünkre. Ha például egy webböngésző egy HTML-dokumentumot (weblapot) szeretne letölteni, akkor egy számszerű válaszkódot és egy választható, szükséges vagy nem engedélyezett üzenetet küld vissza. A 404-es kódban az első 4-es a klienshibát jelzi, például a felhasználó elgépelte az URL-címet. A következő két számjegy a bekövetkezett hibára utal. A HTTP-ben használt háromjegyű hibakódok hasonlítanak például az FTP-ben vagy az NNTP-ben használtakra.
A HTTP esetében a 404-es állapotkódot egy, a felhasználó számára érthetőbb leírás is követi. Ez általában a "Nem található" üzenet, amit sok webszerver egy speciális HTML oldal keretében jelenít meg, ahol a hibakód és a leírás is olvasható.
A 404-es hibakód legtöbbször akkor következik be, ha a weblapot elköltöztették, vagy törölték, de lehet átmenetileg fennálló hiba is. Az első esetben jobb állapotkód a 301: Véglegesen áthelyezve, amely át is tudja irányítani a felhasználót az új helyre. A második esetben pedig a 410: Eltűnt válasz a helyesebb. Mivel ezekhez az állapotkódokhoz speciális beállítások szükségesek, a webszerverek nagy része nem használja őket.
A 404-es hibák nem összetévesztendőek a DNS hibákkal, ami akkor következik be, ha a megadott URL-cím egy olyan szerverre mutat, ami nem létezik. 404 esetében a szerver létezik, de nem találta a kért weblapot.

## Egyéni hibalapok
A webszerverek általában be vannak állítva, hogy felhasználóbarátabb módon jelezzék a hibát. Ez jelenthet egy természetesebb hibaleírást, a főoldal nevét, esetenként keresődobozt, hogy a nem található oldalt megkereshessük, máshol.
Az Internet Explorer (7-es verzió előtt) habár nem jelenít meg egyéni hibalapokat 512 bájtos méret alatt, „barátságosabb" hibajelentést ad a felhasználónak. A Google Chrome hasonló elven működik, a 404-es hibalapot egy alternatív lappal helyettesíti, ahol a felhasználók különböző segítségeket olvashatnak a weboldal megtalálásához.

## 404-es hibalapok
Számos weboldal küld a felhasználónak további információkat a hibalapon. Például megjelenítenek egy linket a főoldalra, keresődobozt helyeznek el, amellyel az oldalon lehet keresni. Sok ilyen kiegészítés létezik, amelyekkel segíteni lehet a felhasználónak, hogy megtalálja a keresett weblapot.